# Qazaqstan Kubogy 2011
La Qazaqstan Kubogy 2011 è la 20ª edizione del torneo. La competizione è iniziata il 13 aprile ed è terminata con la finale del 13 novembre 2011. La squadra vincitrice è ammessa al primo turno preliminare della UEFA Europa League 2012-2013. Il successo finale è andato all'Ordabası, che ha vinto la finale contro il Tobol con il punteggio di 1-0, conquistando così la coppa per la prima volta.

## Primo turno
A questo turno partecipano 28 squadre provenienti dalla Qazaqstan Prem'er Ligasy e dalla Birinşi Lïga. Le finaliste della scorsa edizione, Astana e Şaxter partono dal secondo turno. Il primo turno si è giocato il 13 aprile 2011.
| Squadra 1   | Risultato       | Squadra 2      |
| ----------- | --------------- | -------------- |
| Aqjaıyq     | 1 – 1 (4-3 dtr) | Aqtöbe         |
| Aq Bulaq    | 0 – 1           | Taraz          |
| Aqtóbe-Jas  | 1 – 8           | Ordabasy       |
| Ile-Säulet  | 0 – 2           | Ertis          |
| Oqjetpes    | 1 – 1 (5-4 dtr) | Jetisý         |
| Sunqar      | 2 – 0           | Vostok Óskemen |
| Kaspıı      | 0 – 3           | Qaisar         |
| Almaty      | 0 – 5           | Qairat         |
| CSKA Almaty | 1 – 1 (3-4 dtr) | Tobyl          |
| Astana      | 0 – 2           | Atyrau         |
| Bolat       | 0 – 0 (2-4 dtr) | Gefest         |
| Qazaqmıs    | 2 – 1           | Spartak Semeı  |
| Qyzyljar    | 1 – 0           | Ekibastuz      |
| Tarlan      | 3 – 1           | Laşın          |

## Secondo turno
Il secondo turno si è giocato il 20 aprile 2011.
| Squadra 1 | Risultato       | Squadra 2         |
| --------- | --------------- | ----------------- |
| Tarlan    | 0 - 1           | Sunqar            |
| Tobyl     | 3 - 2 (dts)     | Atyrau            |
| Taraz     | 4 - 1           | Aqjaıyq           |
| Qazaqmıs  | 0 - 3           | Shahter Qaraǵandy |
| Gefest    | 0 - 1           | Oqjetpes          |
| Qyzyljar  | 2 - 5           | Ertis             |
| Ordabasy  | 2 - 1           | Qaisar            |
| Astana    | 1 - 1 (2-4 dtr) | Qairat            |

## Quarti di finale
I quarti di finale si sono giocati l'11 maggio 2011.
| Squadra 1         | Risultato | Squadra 2 |
| ----------------- | --------- | --------- |
| Shahter Qaraǵandy | 2 - 4     | Taraz     |
| Ertis             | 1 - 0     | Oqjetpes  |
| Sunqar            | 1 - 3     | Ordabasy  |
| Tobyl             | 1 - 0     | Qairat    |

## Semifinali
L'andata delle semifinali si è giocata il 3 novembre 2011. Il ritorno delle semifinali si è giocato l'8 novembre 2011.
| Squadra 1 | Totale | Squadra 2 | Andata | Ritorno |
| --------- | ------ | --------- | ------ | ------- |
| Ertis     | 3 - 4  | Tobyl     | 1 - 1  | 2 - 3   |
| Ordabasy  | 4 - 2  | Taraz     | 1 - 3  | 3 - 0   |

## Finale
| Arbitro: | Duzmambetov (Öskemen) |

|                |           |  |
| Mukthtarov 40’ | Marcatori |  |